# Richard FitzNeal
Richard FitzNeal, o Fitznigel (1130 – 10 settembre 1198), è stato un vescovo cattolico ed economista inglese.

## Biografia
Celebre, nella storia d'Inghilterra, come autore del Dialogus de Scaccario, trattato in latino sulla pratica dello "Exchequer" ("Scacchiere") in Inghilterra scritto verso la fine del XII secolo. Il trattato, è di valore incommensurabile per comprendere le manovre di capitale che avvenivano nelle casse del regno e la politica economica del regno d'Inghilterra medioevale in genere.
Richard FitzNeal, "Lord High Treasurer" (Lord del Tesoro), fu Lord Tesoriere dello Scacchiere sotto Enrico II d'Inghilterra. Figlio di Nigel, vescovo di Ely, e pronipote di Roger vescovo di Salisbury, Richard assunse la carica di Gran Tesoriere nel 1158 grazie a un generoso pagamento assicurato dal padre vescovo al sovrano. Detenne la carica per circa quarant'anni. Fu Enrico II stesso, nel 1177, a commissionargli il Dialogus de Scaccario.
Dal 1183 al 1189 fu anche decano di Lincoln. Nel 1189 fu premiato da Enrico II con la nomina a vescovo di Londra, carica che detenne fino alla sua morte, coincidendo esattamente con il regno di Riccardo I d'Inghilterra.

## Genealogia episcopale
La genealogia episcopale è:
- Papa Lucio III
- Papa Alessandro III
- Arcivescovo Richard of Dover
- Arcivescovo Baldwin of Forde
- Vescovo Richard FitzNeal